# Bako Tibe
Pour les articles homonymes, voir Bako.
Bako Tibe (en oromo : Baakkoo Tibbee) est un woreda du centre-ouest de l'Éthiopie situé dans la zone Ouest Shewa de la région Oromia. Il a 123 031 habitants en 2007 et son centre administratif est Bako.
Les principales agglomérations du woreda s'alignent sur la route Nekemte-Ambo.
Bako se trouve à 78 km de Nekemte et 118 km d'Ambo, à l'extrémité occidentale du woreda et de la zone ;
Shoboka est à 8 km de Bako, et
Tibe se trouve 8 km plus loin.
Bordé à l'ouest par un affluent de la rivière Gibe qui le sépare de la zone Est Welega, Bako Tibe est également limitrophe de la zone Horo Guduru Welega. Il n'est bordé dans la zone Ouest Shewa que par Cheliya.
| Bila Seyo | Jimma Genete | Jimma Rare |
| Gobu Seyo | Bako Tibe    | Cheliya    |
|           | Boneya Boshe |            |

Le recensement national de 2007 fait état pour ce woreda d'une population de 123 031 habitants dont 19 % de citadins.
Outre les 16 445 habitants de Bako, la population urbaine comprend 3 254 habitants à Shoboka et 3 152 habitants à Tibe.
La majorité des habitants du woreda (61 %) sont protestants, 29 % sont orthodoxes, 8 % sont musulmans et 2 % sont de religions traditionnelles africaines.
En 2022, la population est estimée à 187 456 personnes avec une densité de population de 294 personnes par km2 et 638 km2 de superficie.